# 林氏貞孝坊
林氏貞孝坊是一座豎立於臺灣臺中大甲的清代貞節牌坊。該牌坊乃為表彰淡水廳大甲街地方人士余榮長之妻林春娘（文獻多記為「春娘」，而「娘」字為舊時對單名婦女之通稱，故其人原名應為「林春」，而櫟社詩人蔡子昭所撰碑記即寫有「諱春」二字）之貞孝事蹟，而興建於道光二十八年（1848年）之紀念性建築物。
民國七十四年（1985年）8月19日，此牌坊經中華民國內政部指定為臺中縣三級古蹟。
此外，林春娘在當地除貞孝事蹟外更有禱雨事蹟，並被當地居民奉為「貞節媽」，還有神像供奉於大甲鎮瀾宮之內，成為「大甲三神」之一。

## 歷史
林春娘為大安中莊人，生於清乾隆四十四年（1779年），同治三年（1864年）去世，年八十六歲。
林春娘七歲時成為余家童養媳，但未婚夫余榮長在乾隆五十四年（1789年）赴鹿港經商時溺斃，此時林氏只有十二歲，尚未正式結婚，而余榮長之父已逝，余榮長為家中獨子，但林氏不打算改嫁，留下來侍奉余榮長的母親（大家）。她曾撫養兩名過繼來的族子為子嗣，但一位早逝，後來撫養者則在娶巫氏為妻後不久去世，而後林氏與媳婦一同撫養幼孫。
道光十二年（1832年），本地士紳劉獻廷呈請旌表，隔年臺灣知府周彥與淡水同知李嗣鄴頒賜旌額，而到了道光十六年（1836年）朝廷才下旨准許建坊旌表，但余家家境貧困，故直到道光二十八年（1848年）才在職吏張綱上呈淡水同知黃開基後由黃開基捐銀元五十元募捐，不久竹塹城門閥林占梅即捐助銀一百二十元，隨後各方響應捐款後，共得銀一千二百多元。之後經過數月後，於大甲城南門外建成牌坊。
臺灣日治時期，昭和八年（1933年）發生旱災，大甲地區供奉林氏神像禱雨得應，而此時牌坊已年久失修，地方人士遂有重修之議，於是便用祈雨募捐餘款另購坊地，於昭和十年（1935年）重修。
二次大戰後，大甲鎮瀾宮曾於民國四十年（1951年）整頓環境，於周圍建有矮牆，大門位於順天路，後來在民國六十八年（1979年）大甲鎮公所重修，拆除舊牆改建新牆，並將入口改到光明路，並添設一對石獅。民國八十三年（1994年），由內政部、省民政廳、臺中縣政府補助經費再次重修，相關工程於民國九十一年（2002年）4月17日完工。

## 建築

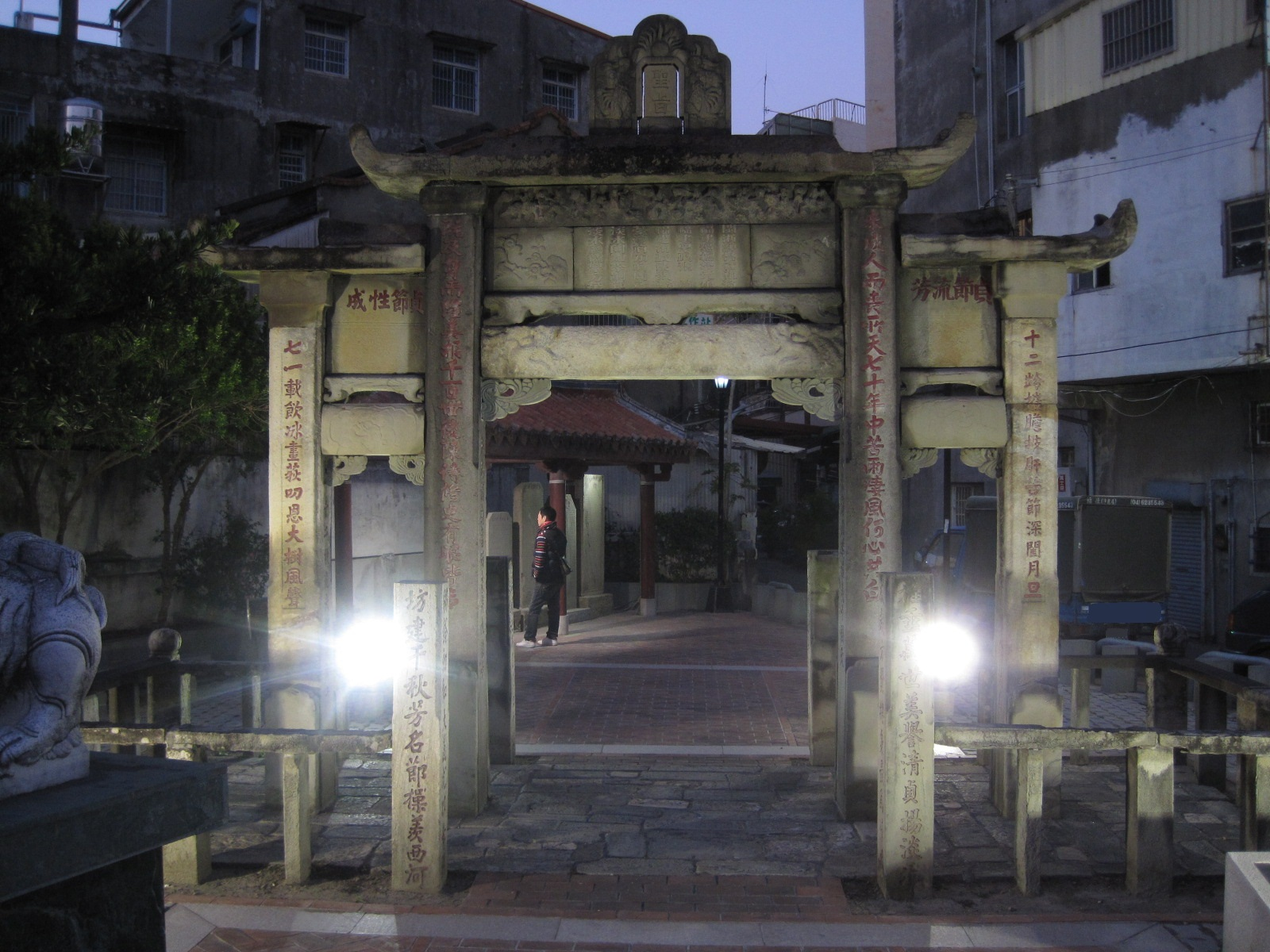
大甲林氏貞孝坊夜照

林氏貞孝坊為四柱三間形式，而或因下旨准許建章時間到實際建坊時間有差，牌坊北邊是刻道光二十八年（1848年）的職官，南面卻是道光十三年（1833年）的職官，此外坊柱四面皆有楹聯而不同一般牌坊只刻於正反面，亦為此牌坊的特色之一。

## 林氏禱雨事蹟
林氏生前就文獻可考者而言，最早於道光三十年（1850年）留有禱雨事蹟，此後尚有禱雨數次，而在同治元年（1862年）的戴潮春事件時，大甲被圍，林氏曾三出禱雨，適時化解水道被斷的缺水危機（林豪《東瀛紀事》一書有記載）。

### 戲劇改編
民視《台灣奇案》將此事蹟改編為古裝劇，收錄為中，分為三集播出，由白冰冰飾演林婦，也順帶介紹華南到台灣的傳播者—報馬仔。

## 外部連結
- 大甲林氏（1778－1863）與貞節牌坊-臺灣女人 （页面存档备份，存于）
- 林氏貞孝坊—臺中市文化資產處 （页面存档备份，存于）